# Ichneumon humeralis
Ichneumon humeralis là một loài tò vò trong họ Ichneumonidae.